# Айдамирова, Аймани Шамсудиновна
Айма́ни Шамсуди́новна Айдами́рова (род. 8 марта 1965) — певица, актриса и народная артистка Чеченской Республики (2002), народная артистка Республики Ингушетия и Народная артистка Российской Федерации (2025). Заслуженный деятель искусств Чеченской Республики (2008) и Заслуженный работник культуры Чеченской Республики. Художественный руководитель Чеченской государственной филармонии. Заслуженная артистка Республики Южная Осетия (2023).

## Биография
Представительница чеченского тайпа беной. Начала творческую деятельность, поступив в 1981 году на работу солисткой-вокалисткой Чечено-Ингушской государственной филармонии. С самого начала своей певческой карьеры обратила на себя внимание как талантливая исполнительница народных песен.
Окончила Краснодарский институт культуры по специальности «Хоровой дирижёр». Во время учёбы пела в Кубанском казачьем хоре.
В 1990 году создала девичью группу «Жовхар» (Жемчужина). Со своим коллективом выехала в Смоленск на первый Всероссийский конкурс «Голоса России». Несмотря на то, что группе было всего лишь четыре месяца, А. Айдамирова и «Жовхар» стали дипломантами конкурса. В том же году ей было присвоено звание «Заслуженной артистки ЧИАССР».
В 1992 году была назначена начальником Управления культуры Грозного. В 1995 году, по распоряжению председателя Правительства национального возрождения Чечни, её направили в Турцию для решения вопросов культурного и гуманитарного сотрудничества.
В 2000 году она создала новый девичий вокальный коллектив «Нур-Жовхар».
В 2002 году ей было присвоено звание Народной артистки Чеченской Республики. Также является Народной артисткой республики Ингушетия.
В настоящее время художественный руководитель Чеченской государственной филармонии имени Аднана Шахбулатова.

## Награды и звания
- Народная артистка Чеченской Республики (2002);
- Народная артистка Республики Ингушетия;
- Орден имени Ахмата Кадырова (2007)[1][5];
- Народная артистка Российской Федерации (2025)[6];
- Заслуженная артистка Российской Федерации (2008)[3];
- Заслуженный деятель искусств Чеченской Республики (2008)[7];
- Заслуженный артист Республики Южная Осетия[8];
- Заслуженный работник культуры Чеченской Республики;
- Медаль «За заслуги перед Чеченской Республикой»;
- Медаль «За успехи и усердие в труде»;
- Благодарственное Письмо Президента Чеченской Республики (2009)[9].

## Семья
Замужем. Четверо детей. Племянница известной чеченской певицы Марьям Айдамировой.